# Tomi (Nagano)
Tōmi (Japans: 東御市, Tōmi-shi) is een stad in de prefectuur Nagano op het Japanse eiland Honshu. De stad heeft een oppervlakte van 112,3 km² en had eind 2007 ruim 31.000 inwoners.

## Geschiedenis
Tōmi werd op 1 april 2004 een stad (shi) toen het dorp Kitamimaki (district Kitasaku) en de gemeente Tobu (district Chiisagata) werden samengevoegd.

## Verkeer
Tōmi wordt bediend door de Nagano Electric Railway.
Tōmi ligt aan de Jōshinetsu-autosnelweg en aan autoweg 18.

## Bezienswaardigheden
- Unno Juku, een station aan de Hokkoku Kaido in de Edoperiode. De straat met goed bewaard gebleven historische gebouwen is het toneel voor het Unno Juku Vriendschapsfestival dat jaarlijks op 23 november (Japanse dag van de arbeid) wordt gehouden.
- Een kabuki theater uit 1817.
- Het huis van sumoworstelaar Raiden Tameemon.
- De Yunomari hoogvlakte met de bergen Yunomaru en Oost Kagonoto. In de zomer bekend om de grote aantallen bloeiende azaleas en in de winter een skigebied.

## Landbouw
Tōmi is bekend als productiegebied van walnoten, de Hakudo Bareisyo aardappelen en de Kyoho druiven.

## Geboren in Tōmi
- Raiden Tameemon (1767-1825), een sumoworstelaar.
- Keiichi Tsuchiya (1956), coureur

## Aangrenzende steden
- Ueda
- Komoro
- Saku